# 龚特尔

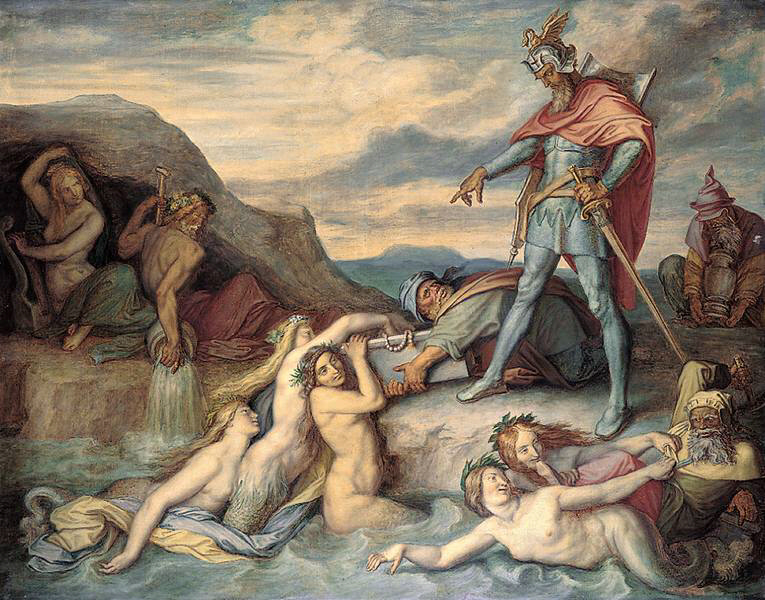
龔特爾命令哈根將寶藏丟入萊茵河中

又譯艮特、古恩納爾，中世紀中古高地德語史詩《尼伯龍根之歌》的人物。勃艮第（Burgundians）的國王，艮多馬的二子，在尼伯龍根之戒中擔任僅次主角的要角，故事中經常受到齊格飛幫助，而暗自自卑且怨恨著，觸使近臣哈根殺了齊格飛，最後被姐姐克里姆希爾特（Kriemhied）親手殺死。